# Арканджели, Джованни
Джованни Арканджели (итал. Giovanni Arcangeli, 18 июля 1840 — 16 июля 1921) — итальянский ботаник и миколог.

## Биография
Джованни Арканджели родился во Флоренции 18 июля 1840 года.
В 1862 году Арканджели получил учёную степень в области естественных наук в Пизанском университете, где он впоследствии стал профессором. Затем Арканджели стал профессором в Туринском университете.
В 1882 году он опубликовал Compendium italiana della flora. В этом же году Арканджели стал директором Ботанического сада Пизы и занимал эту должность до 1915 года.
Джованни Арканджели умер в Пизе 16 июля 1921 года.

## Научная деятельность
Джованни Арканджели специализировался на папоротниковидных, водорослях, семенных растениях и на микологии.

## Публикации
- Compendium italiana della flora. 1882[5].

## Почести
Род растений Arcangelisia семейства Луносемянниковые был назван в его честь.